# Anzelm Gądek
Anzelm Gądek (właśc. Maciej Józef Gądek; imię zakonne: Anzelm od św. Andrzeja Corsini; ur. 24 lutego 1884 w Marszowicach, zm. 15 października 1969 w Łodzi) – polski zakonnik, karmelita bosy, prowincjał, definitor, przeor klasztoru karmelitów w Wadowicach i we Wrocławiu, kaznodzieja, współzałożyciel Zgromadzenia Sióstr Karmelitanek Dzieciątka Jezus, uczeń św. Rafała Kalinowskiego OCD, redaktor czasopisma Głos Karmelu oraz Sługa Boży Kościoła katolickiego.

## Życiorys
Pochodził z ubogiej, wielodzietnej rodziny Antoniego, zarządcy trzech majątków dworskich i gospodyni Salomei z domu Kowalskiej. Dzień po narodzeniu (25 lutego 1884) został ochrzczony w parafialnym kościele Wniebowzięcia NMP w Niegowici (archidiecezja krakowska) przyjmując imiona Maciej, Józef. Był dzieckiem energicznym, miłym, wesołym i figlarnym. Pierwszą formatorką duchową małego Macieja była jego matka, która starała się wpoić dziecku gorące nabożeństwo do Matki Bożej i pouczała go o prawdach wiary.
Po ukończeniu szkoły ludowej w Niegowici, mając jedenaście lat kontynuował dalszą naukę w gimnazjum w Wadowicach, mieszkając u boku karmelitów bosych, których przeorem był wówczas o. Rafał Kalinowski OCD, późniejszy święty. W jego kręgu – jak sam później stwierdził – rozpoczęła się jego przemiana duchowa, której owocem było praktykowanie nabożeństwa: do Dzieciątka Jezus, Matki Bożej i św. Józefa. Ponadto służył jako ministrant w mszach świętych celebrowanych przez o. Rafała, który z kolei udzielał mu korepetycji z matematyki. 
Idąc za głosem powołania 17 sierpnia 1901 przyjął w Czernej habit karmelitański, otrzymując imię zakonne: Anzelm od św. Andrzeja Corsini. Po profesji zakonnej, którą złożył w 1902 został wysłany na studia do Rzymu na Papieski Uniwersytet Gregoriański, które zakończył przyjęciem święceń kapłańskich 25 lipca 1907 z rąk kard. Pietra Respighiego. Następnie, po powrocie w 1909 do Polski pracował jako duszpasterz przy karmelitańskich klasztorach w: Czernej, Krakowie i w Wadowicach. Potem w 1910 został wychowawcą kleryków i wykładowcą teologii w seminarium zakonnym, najpierw w Krakowie, a w czasie pierwszej wojny światowej także w Wiedniu. W okresie 1910–1915, zasłynął w Krakowie jako kaznodzieja i wybitny kierownik duchowy. Tutaj w 1914 założył Bractwo Dzieciątka Jezus i stał się propagatorem kultu Praskiego Dzieciątka (napisał m.in. hymn bracki pt. Królu mej duszy oraz opracował nabożeństwo 12. tajemnic dzieciństwa Pana Jezusa, tzw. Drogę betlejemską).
W latach 1918–1920 pełnił urząd przeora klasztoru w Wadowicach, oddając się pracy kaznodziejskiej i rekolekcyjnej oraz działalności w arcybractwie św. Józefa. Na polecenie generała zakonu założył w Wadowicach Niższe seminarium. W 1920 na kapitule generalnej w Rzymie o. Anzelm przedłożył memoriał o wskrzeszenie polskiej prowincji karmelitańskiej, który został przyjęty pozytywnie i wkrótce Definitorium generalne mianowało go pierwszym przełożonym Polskiej Prowincji Karmelitów Bosych w okresie 1920–1924. 
Po odzyskaniu przez Polskę niepodległości w 1918 poświęcił się pracy na polu duszpasterstwa ludzi w nowej rzeczywistości, dzięki działalności kaznodziejskiej i posłudze duchowej w konfesjonale. Ogromne pole takiej duchowej pracy widział zwłaszcza w środowiskach miejskich i robotniczych. Wiedziony intuicją i zachęcony przez bp. Władysława Krynickiego, wizytatora apostolskiego polskich zakonów – oraz za zgodą bp. kieleckiego Augustyna Łosińskiego – 31 grudnia 1921 założył kontemplacyjno-czynne Zgromadzenie Sióstr Karmelitanek Dzieciątka Jezus, wybierając na pierwszą przełożoną swoją długoletnią penitentkę Teresę Janinę Kierocińską, późniejszą Służebnicę Bożą. Opracowując dla nich konstytucje, skierował je do pracy charytatywnej w Sosnowcu.
W 1925 wyjechał do Rzymu, gdzie generał zakonu zlecił mu zorganizowanie Międzynarodowego Kolegium Karmelitańskiego Teresianum, którego przez 19 lat był rektorem oraz wykładowcą liturgiki i teologii moralnej. Ponadto podczas swojego pobytu w Rzymie był spowiednikiem wielu wspólnot zakonnych, m.in. sióstr Nazaretanek, Urszulanek Unii Rzymskiej i Zmartwychwstanek. W latach 1927–1938 pisał artykuły (łącznie około 120) z liturgiki, ascetyki i duchowości karmelitańskiej do wydawanego w Krakowie czasopisma Głos Karmelu.
Następnie w okresie 1931–1947 piastował urząd definitora generalnego, przeprowadzając w tym czasie wizytacje kilku prowincji w Europie, a w latach 1935–1939, z polecenia papieża Piusa XI przeprowadzając wizytacje apostolskie wyższych seminariów duchownych w Polsce. Stolica Apostolska z wielkim uznaniem oceniała jego pracę, a następny papież Pius XII w 1942 mianował go konsultorem Kongregacji Seminariów i Uniwersytetów.
W czasie drugiej wojny światowej, prowadził nieprzerwanie działalność dydaktyczną i formacyjną, jako rektor Teresianum, angażował się ponadto w organizowanie i udzielanie pomocy duchowej i materialnej polskim uchodźcom. Współpracował z biskupem polowym Józefem Gawliną oraz z ośrodkiem polonijnym przy klasztorze Sióstr Urszulanek na Via Nomentana.
Po powrocie w 1947 do Polski został przełożonym klasztoru we Wrocławiu. W latach 1948–1954 oraz 1957–1960 był prowincjałem polskiej prowincji. Opracował wtedy nowe Konstytucje zakonne, które w 1954 stały się przyczyną zatwierdzenia Zgromadzenia karmelitów bosych na prawie papieskim. Prowadził również rekolekcje oraz odwiedzał poszczególne klasztory. 
Ostatnie dziesięć lat swojego życia spędził w klasztorze w Łodzi. Zmarł 15 października 1969 samotnie w swojej celi zakonnej. Został pochowany początkowo na cmentarzu św. Rocha, a w 1990 doczesne jego szczątki ekshumowano i przeniesiono do krypty w przedsionku kościoła karmelitów w Łodzi.

## Publikacje
Wybór pism został opublikowany przez Zgromadzenie Sióstr Karmelitanek Dzieciątka Jezus w tomikach serii „Biblioteka Założyciela”, pod redakcją o. Ottona Filka OCD.
- Maciej Józef Gądek, Ustawy Sióstr Karmelitanek Dzieciątka Jezus w Sosnowcu, Sosnowiec: SS. Karmelitanki Dzieciątka Jezus, 1933, OCLC 839086935. Brak numerów stron w książce
- Bernard Smyrak (przedmowa o. Anzelm od św. Andrzeja Corsini): Ku zjednoczeniu. Żywot S. Gabrieli od Matki Boskiej Bolesnej ze Zgromadzenia Sióstr Karmelitanek Dzieciątka Jezus - ofiary heroicznej miłości i cierpienia, zmarłej w Sosnowcu 20-go sierpnia 1934 roku. Kraków: „Głos Karmelu”, 1939. OCLC 891292260. Brak numerów stron w książce
- Maciej Józef Gądek, Traktat o dziecięctwie duchowym, Łódź: Archidiecezjalne Wydawnictwo Łódzkie, 1990, OCLC 951416459. Brak numerów stron w książce
- Maciej Józef Gądek, Mała droga dziecięctwa duchowego w myśli i życiu św. Teresy od Dzieciątka Jezus oraz w zastosowaniu do życia chrześcijańskiego, Łódź: Archidiecezjalne Wydawnictwo Łódzkie, 1997 (Biblioteka Założyciela, 1), ISBN 83-85022-71-6, OCLC 750821999. Brak numerów stron w książce
- Ojciec Anzelm od św. Andrzeja Corsini (red. Otto Filek): Król mojej duszy. Wybrane teksty o Dzieciątku Jezus. Łódź: Archidiecezjalne Wydawnictwo Łódzkie, 1998, seria: Biblioteka Założyciela, 2. ISBN 83-85022-82-1. OCLC 830286236. Brak numerów stron w książce
- Ojciec Anzelm od św. Andrzeja Corsini (red. Otto Filek): Matka Bożego Dzieciątka i dzieci Bożych. Wybór pism maryjnych. Łódź: Archidiecezjalne Wydawnictwo Łódzkie, 1998, seria: Biblioteka Założyciela, 3. ISBN 83-85022-86-4. OCLC 830286232. Brak numerów stron w książce
- Maciej Józef Gądek, Opiekun Dzieciątka Jezus. Wybór pism o św. Józefie, Łódź: Archidiecezjalne Wydawnictwo Łódzkie, 1999 (Biblioteka Założyciela, 4), ISBN 83-87931-05-5, OCLC 751393768. Brak numerów stron w książce
- Maciej Józef Gądek, Przyszła Mała Teresa. O misji i małej drodze św. Teresy od Dzieciątka Jezus, Łódź: Archidiecezjalne Wydawnictwo Łódzkie, 2000 (Biblioteka Założyciela, 5), ISBN 83-87931-76-4, OCLC 751394384. Brak numerów stron w książce
- Maciej Józef Gądek, Zasady życia duchowego, Łódź: Archidiecezjalne Wydawnictwo Łódzkie, 2001 (Biblioteka Założyciela, 6), ISBN 83-87931-52-7, OCLC 751394525. Brak numerów stron w książce
- Maciej Józef Gądek (zebrał i opracował Jan Efrem Bielecki): Myśli i słowa. Kraków: Wydaw. Karmelitów Bosych, 2002. ISBN 83-7305-051-5. OCLC 749303871. Brak numerów stron w książce
- Maciej Józef Gądek, Traktat o dziecięctwie duchowym. Praktyka dziecięctwa duchowego według św. Teresy od Dzieciątka Jezus, Łódź: Archidiecezjalne Wydawnictwo Łódzkie, 2003 (Biblioteka Założyciela, 7), ISBN 83-87931-09-8, OCLC 749176599. Brak numerów stron w książce
- Ojciec Anzelm od św. Andrzeja Corsini (red. Otto Filek): Mała historia Dzieciątka Jezus. Rozmyślenia na Adwent i na okres Bożego Narodzenia. Łódź: Archidiecezjalne Wydawnictwo Łódzkie, 2004, seria: Biblioteka Założyciela, 8. ISBN 83-89790-00-9. OCLC 749957266. Brak numerów stron w książce
- Maciej Józef Gądek (wybór tekstów Konrada Zofia Dubel): Bądź jak dziecko. Myśli Sługi Bożego o. Anzelma Gądka. Kraków: Wydawnictwo Karmelitów Bosych, 2007, seria: Karmelki, 12. ISBN 978-83-7305-280-2. OCLC 750118790. Brak numerów stron w książce
- Ojciec Anzelm od św. Andrzeja Corsini (red. Otto Filek): Ojciec i Opiekun. Kazania o św. Józefie. Kraków: Wydawnictwo Karmelitów Bosych, 2008. ISBN 978-83-7305-294-9. OCLC 749827679. Brak numerów stron w książce
- Maciej Józef Gądek, Msza święta w przeżyciu kontemplacyjnym, Łódź: Archidiecezjalne Wydawnictwo Łódzkie, 2009 (Biblioteka Założyciela, 9), ISBN 978-83-89790-52-1, OCLC 750877536. Brak numerów stron w książce
- Ojciec Anzelm od św. Andrzeja Corsini (red. Otto Filek): Naśladujcie, co sprawujecie. Rekolekcje dla kapłanów. Łódź: Archidiecezjalne Wydawnictwo Łódzkie, 2010, seria: Biblioteka Założyciela, 11. ISBN 978-83-89790-77-4. OCLC 750601580. Brak numerów stron w książce
- Ojciec Anzelm od św. Andrzeja Corsini (red. Otto Filek): Mały traktat o wychowaniu zakonnym. Łódź: Archidiecezjalne Wydawnictwo Łódzkie, 2011, seria: Biblioteka Założyciela, 10. ISBN 978-83-89790-91-0. OCLC 804010033. Brak numerów stron w książce
- Ojciec Anzelm od św. Andrzeja Corsini (red. Otto Filek przy współpracy Imeldy Ewy Kwiatkowskiej i Konrady Zofii Dubel): Droga do miłości doskonałej. Myśli i uwagi rekolekcyjne. Łódź: Archidiecezjalne Wydawnictwo Łódzkie, 2017, seria: Biblioteka Założyciela, 12. ISBN 978-83-62934-92-8. OCLC 1014054003. Brak numerów stron w książce
- Maciej Józef Gądek (wyb. Koleta Agnieszka Bajda, red. Konrada Zofia Dubel): Rozważania różańcowe ze Sługą Bożym ojcem Anzelmem Gądkiem OCD. Łódź: Archidiecezjalne Wydawnictwo Łódzkie, 2019. ISBN 978-83-66212-11-4. OCLC 1150660948. Brak numerów stron w książce

## Proces beatyfikacji
2 lutego 2002 rozpoczął się jego proces beatyfikacyjny w archidiecezji łódzkiej, a postulatorką procesu mianowano s. Konradę Dubel CSCII. Odtąd przysługuje mu tytuł Sługi Bożego. Powołano Komisję historyczną celem zebrania dokumentacji, zbadania świątobliwości jego życia oraz przesłuchania świadków, którzy go swego czasu spotkali.
Zgromadzenie zebrało dokumenty życia i jego działalności oraz bogatą spuściznę pisarską, którą przekazano do utworzonego Archiwum i muzeum Założyciela w Łodzi przy ul. Złocieniowej 38. Pisma duchowe Sługi Bożego stanowią: kazania, konferencje rekolekcyjne, traktaty oraz około 10 tys. listów kierownictwa duchowego. 
15 czerwca 2008 w kościele Ojców Karmelitów bosych w Łodzi uroczystą mszą świętą sprawowaną przez abp. Władysława Ziółka zakończył się proces beatyfikacyjny na szczeblu diecezjalnym, po czym akta procesu zostały 10 października 2008 przesłane do Kongregacji Spraw Kanonizacyjnych do Rzymu. Po zbadaniu dokumentacji 13 marca 2010 Stolica Apostolska wydała dekret o ważności postępowania diecezjalnego.

## Upamiętnienie
2 marca 2008 w Marszowicach, w jego zrekonstruowanym domu rodzinnym kard. Stanisław Dziwisz otworzył i poświęcił Dom pamięci Sługi Bożego o. Anzelma Gądka. 18 października 2009 w Mętkowie k. Chrzanowa, w kościele parafialnym p.w. Matki Bożej Częstochowskiej odbyło się odsłonięcie tablicy pamiątkowej przy chrzcielnicy niegowickiej, przy której o. Anzelm otrzymał sakrament Chrztu św. Zabytkowy drewniany kościół niegowicki z XVII w. został przeniesiony z Niegowici do Mętkowa w 1973, po wybudowaniu w Niegowici nowego kościoła. W kościele tym przystąpił on również do pierwszej Komunii św. Warto dodać, że w kościele tym pracował jako wikary ks. Karol Wojtyła, w latach 1948–1949.
25 lipca 2010 w kościele parafialnym Wniebowzięcia NMP w Niegowici została odsłonięta tablica pamiątkowa poświęcona osobie Sługi Bożego o. Anzelma, który w tej parafii przyjął pierwsze sakramenty święte. Odsłonięcia tablicy dokonali: postulatorka procesu s. Konrada Dubel CSCII oraz członkowie jego rodziny: bratanica Maria Ślusarczyk oraz syn bratanka Eugeniusza, Andrzej Gądek.